# دانيال ستيرنبيرغ
دانيال ستيرنبيرغ (بالإنجليزية: Daniel Sternberg)‏ هو ملحن وعازف بيانو أمريكي، ولد في 29 مارس 1913، وتوفي في 26 أغسطس 2000.